# Linus
Linus är den latinska formen av det grekiska mansnamnet Linos, vars betydelse är oklar men kan vara 'klagosång' eller 'han med det linfärgade håret'. Det tidigaste svenska belägget för namnet är från 1810, men det fick ingen större spridning förrän under senare hälften av 1900-talet. Under 1980- och 1990-talen blev Linus ett av de populäraste modenamnen och den 31 december 2008 fanns det 21 239 personer i Sverige med namnet, varav 17 569 med det som tilltalsnamn. De senaste tio åren har namnet visat en svagt nedåtgående trend, år 2008 fick 511 pojkar namnet, vilket gav det en 26:e plats på topp 100-listan över nyföddas tilltalsnamn. I den svenska almanackan återfinns namnet till minne av Linus, ett helgon som efterträdde Petrus som biskop i Rom under kyrkans äldre tid. 
Namnsdag: I Sverige 26 november (1986-1992: 20 januari). I den finlandssvenska namnsdagslängden har Linus namnsdag 3 maj sedan 2000.

## Personer med namnet Linus
- Linus – påve
- Linus Fellbom – ljusdesigner
- Linus Klasen – hockeyspelare
- Linus Larsson – journalist
- Linus Morin – hockeyspelare
- Linus Nord – barnskådespelare
- Linus Omark – hockeyspelare
- Linus Pauling – nobelpristagare
- Linus Roache – brittisk skådespelare
- Linus Svenning – sångare
- Linus Sandgren – filmfotograf
- Linus Thörnblad – friidrottare
- Linus Torvalds – skaparen av Linux
- Linus Tunström – regissör, teaterchef
- Linus Wahlgren – skådespelare/musikalartist
- Linus Walleij – ingenjör och fackboksförfattare

## Fiktiva
- Linus, seriefigur i Snobben